# Todesfall Tamir Rice
Der Todesfall Tamir Rice war ein Vorfall am 23. November 2014 in Cleveland (Ohio), bei dem ein US-amerikanischer Schüler im Alter von 12 Jahren von einem Polizisten erschossen wurde. Der Fall löste Proteste in den ganzen USA aus, da er sich in eine Reihe von Fällen einreihte, in denen Afroamerikaner unter fragwürdigen Umständen von der Polizei getötet worden waren.

## Vorgeschichte
Die Polizei in Cleveland stand bereits in den Jahren vor dem Vorfall nach einer Reihe von Zwischenfällen und Anschuldigungen bezüglich des Einsatzes von Gewalt unter Beobachtung des US-Justizministeriums. Einer der Vorfälle war eine Verfolgungsjagd, bei der Polizisten 137 Schüsse abgefeuert und einen 43-Jährigen und eine 30-Jährige getötet hatten. Angehörige der beiden Getöteten hatten gegen die Polizeigewalt geklagt und bekamen eine Woche vor Rices Tod von der Stadt Cleveland insgesamt drei Millionen US-Dollar zugesprochen.
Der Polizist Timothy L., der den tödlichen Schuss auf Tamir Rice abgab, war zum Tatzeitpunkt 26 Jahre alt und seit März 2014 bei der Polizei in Cleveland angestellt. Zuvor war er für fünf Monate bei der Polizei in Independence (Ohio), der südlichen Nachbarstadt von Cleveland, beschäftigt gewesen, davon vier in der dortigen Polizeischule. Die Polizei von Independence bereitete seine Entlassung wegen mangelnder charakterlicher Reife vor; unter anderem hatten Vorgesetzte berichtet, er sei bei der Waffenausbildung unfähig gewesen, grundlegende Anleitungen zu befolgen. Der Entlassung kam L. jedoch zuvor, indem er kündigte. Die Polizei von Ohio nahm bei der Einstellung L.s keine Einsicht in seine Personalakte aus Independence. Allerdings erklärte ein Vertreter der Clevelander Polizei nach Rices Tod der Presse, die Polizei Cleveland habe den Personalchef der Polizei von Independence befragt, der angegeben habe, es lägen weder Zwischenfälle noch disziplinarische Maßnahmen L. betreffend vor, und L. habe aus persönlichen Gründen gekündigt.

## Vorfall

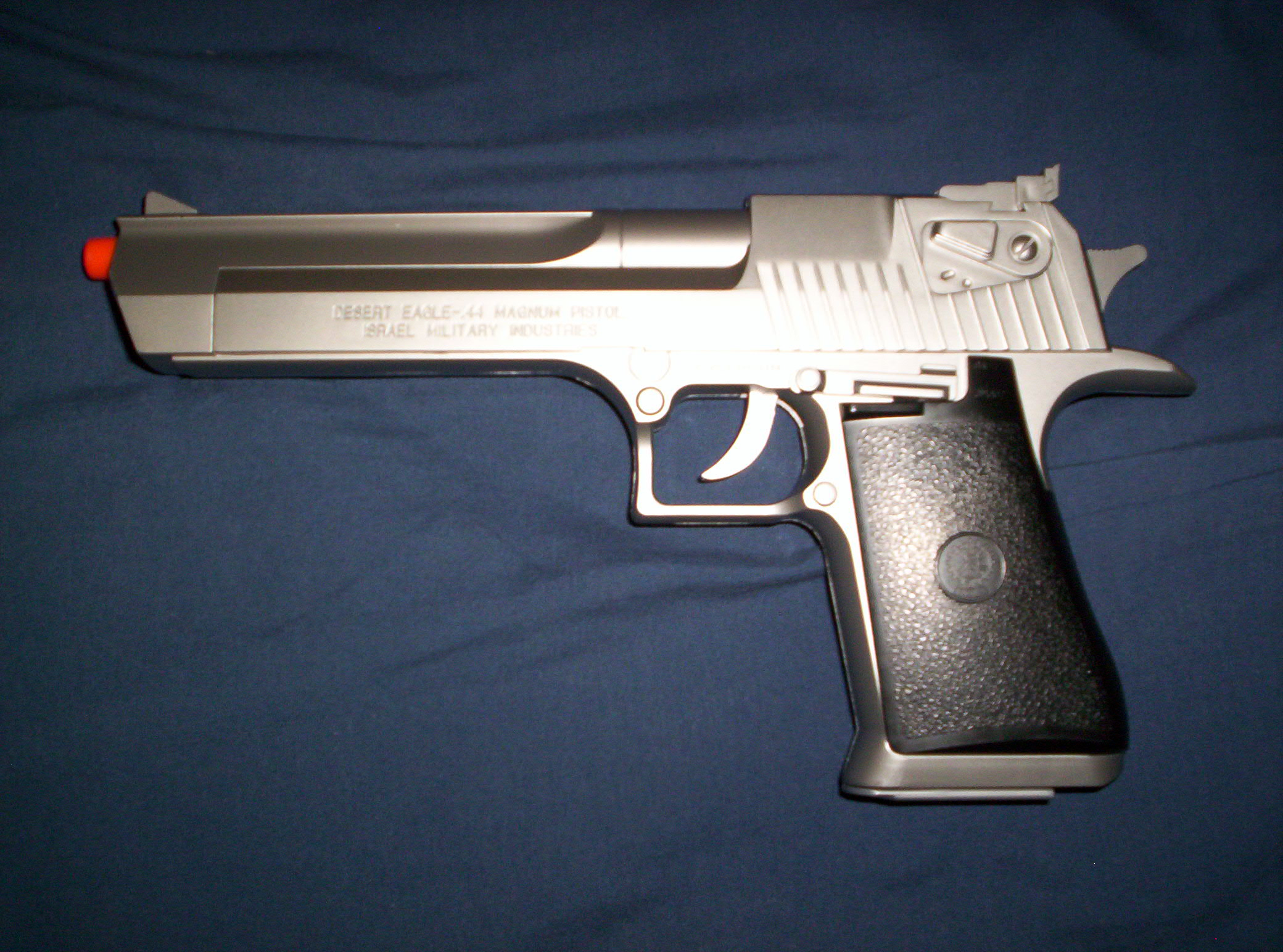
Beispiel einer Airsoftpistole mit in den USA vorgeschriebener oranger Mündung. Im Fall Tamir Rice fehlte diese Farbmarkierung.

Der Vorfall am 23. November 2014 wurde von einer Überwachungskamera dokumentiert. Auf dem Video ist Rice zu sehen, der – 1,70 m groß und fast 90 kg schwer – auf einem Gehweg geht und mit einer Waffe hantiert. Im weiteren Verlauf zielt Rice auf einen Passanten und setzt sich dann in einen kleinen Pavillon. Wenige Sekunden später stoppt ein Polizeiwagen direkt neben dem Pavillon. Rice nähert sich dem Fahrzeug und spielt an seinem Gürtel herum. Einer der Polizisten schießt unmittelbar nach Verlassen des Autos auf den Jungen.
Nach dem Vorfall stellte sich heraus, dass Rices Waffe eine Soft-air-Replika eines Colt M1911 war, die nicht die vorgeschriebene orangefarbene Mündung aufwies und so von einer echten Waffe nicht zu unterscheiden war. Nach Angaben der Beamten wurde der Zwölfjährige in der kurzen Zeit mehrmals aufgefordert, die Hände zu heben. Amerikanische Medien, insbesondere der Fernsehsender CNN und die New York Times, berichteten jedoch, dass der Polizist innerhalb von 2 Sekunden nach dem Verlassen seines Streifenwagens auf Tamir Rice geschossen habe.
Nachdem die Schüsse fielen, dauerte es nach Angaben der New York Times 4 Minuten, bis Rice erste medizinische Hilfe erhielt. In der Zwischenzeit (90 Sekunden nach den Schüssen) wurde die auf den am Boden liegenden Rice zurennende 14-jährige Schwester festgenommen.
Die Behörden veröffentlichten kurze Zeit nach dem Vorfall den Notruf eines besorgten Anwohners, der den Einsatz ausgelöst hatte. Wörtlich sagte der Anrufer:

“There’s a guy in there with a pistol, you know, it’s probably fake, but he’s like pointing it at everybody… He’s sitting on a swing right now, but he’s pulling it in and out of his pants and pointing it at people… He’s probably a juvenile, you know?”

„Da ist ein Typ mit einer Pistole. Sie ist wahrscheinlich nicht echt, aber er zielt auf jeden. Er sitzt gerade auf einer Schaukel, aber er zieht sie dauernd aus seiner Hose und steckt sie wieder weg und richtet sie auf die Leute. Wahrscheinlich ist er ein Jugendlicher.“

Den beiden ausrückenden Beamten wurden diese Angaben aber nicht übermittelt. Nach dem Vorfall machten die Beamten falsche Aussagen hinsichtlich der anwesenden Personen und des Verhaltens von Rice.
Im Oktober 2015 entlastete ein Gutachten den Polizisten. Er habe nicht erkennen können, dass Rices Pistole nicht echt gewesen sei, und daher in Notwehr gehandelt.
2022 erhielt der Todesschütze eine Stelle als Polizist im Tioga County (Pennsylvania) angeboten, zog seine Bewerbung aber zurück. 2024 wurde bekannt, dass er in White Sulphur Springs (West Virginia) im Polizeidienst beschäftigt ist.

## Juristisches Nachspiel

### Strafverfahren
Am 3. Juni 2015 riet Richter Ronald Adrine dem Staatsanwalt, ein Verfahren wegen Mordes gegen den Schützen zu eröffnen, da es genügend Beweise gebe. Am 28. Dezember 2015 entschied eine Grand Jury auf Rat des Staatsanwaltes Timothy J. McGinty hin, den Todesschützen und seinen Kollegen nicht anzuklagen.
Am 30. Dezember 2020 gab das US-Justizministerium bekannt, es sehe keine rechtlichen Handhabe gegen die Einsatzkräfte.

### Zivilverfahren
Die Familie des Jungen reichte im Dezember 2014 eine von den Anwälten David Malik und Timothy Kucharski verfasste, kurze, 8-seitige Klageschrift bei einem Bundesgericht ein. Im Januar 2015 wurde bekanntgegeben, dass die Familie den Rechtsbeistand gewechselt habe und nun von einem Anwaltsteam unter Mitwirkung des auf Fälle exzessiver Polizeigewalt gegen Schwarze spezialisierten Benjamin Crump vertreten werde, das am 30. Januar 2015 eine neue, nunmehr 65-seitige Klage mit mindestens 27 Punkten einreichte. Schon am 16. Juli 2015 berichteten Medien jedoch, dass der Nachlassverwalter von Tamir Rice das Gericht aufgefordert habe, Crump und seine Partner Daryl Parks und Walter Madison von dem Fall zu entbinden. Insbesondere hatte Samaria Rice, die Mutter des Getöteten, über mangelnde Absprache der Strategie durch die Anwälte geklagt. Crump, Parks und Madison wurden ersetzt durch die Kanzleien von Subodh Chandra (Cleveland), Jonathan Abady (New York) und Billy Joe Mills (Chicago). Schließlich wurde am 21. Juni 2016 bekannt, dass die Vertreter des Jungen und der Familie einem Vergleich mit der Stadt Cleveland zustimmten, nach dem diese insgesamt 6 Millionen US-Dollar zahlen sollte, davon 5,5 Millionen an den Nachlass des Jungen und jeweils 250.000 Dollar an Tamir Rices Mutter und seine Schwester. Im Gegenzug ließ die Familie die Anschuldigungen gegen die Stadt („wrongful death claim“) fallen. Aus der Gesamtsumme waren Anwaltshonorare von 1,8 Millionen Dollar zu entrichten; nach Abzug sonstiger Kosten sollten, so der Antrag, der dem Gericht zur Annahme des Vergleichs vorgelegt wurde, dem Nachlass 3,5 Millionen Dollar bleiben.

### Vorübergehende Suspendierung der Notruf-Dispatcherin
Am 15. März 2017 wurde die Bedienstete, die am Tag des Todesfalls mit dem Notruf betraut war, für acht Tage von der Polizei in Cleveland suspendiert. Als Grund für diese Disziplinarmaßnahme wurde ihr Versäumnis genannt, die Auskunft des Anrufers, dass es sich wahrscheinlich um eine unechte Waffe und um einen Teenager handele, nicht an die Kollegen im Einsatz weitergegeben zu haben.